# Kim Whanki

Ohne Titel 116,5 × 86,5 cm, Leinwand

Ohne Titel

Kim Whanki (koreanisch 김환기; * 27. Februar 1913 auf der Insel Anjwado im Landkreis Sinan-gun, der Provinz Jeollanam-do, Korea; † 25. Juli 1974 in New York City) war ein südkoreanischer Maler der abstrakten Kunstrichtung.

## Schreibweise seines Namens
In den westlichen Ländern wurden unterschiedliche Transliterationen seines Namens verwendet. Neben der in diesem Artikel verwendeten Transliterationen, sind noch weitere, wie Kim Whan-Ki und Kim Hwan-gi bekannt. Als Beinamen existieren auch noch die Namen Suhwa und Soohwa.

## Leben und Wirken
Kim Whanki wurde am 27. Februar 1913 in dem Dorf Eupdong-ri (읍동리) auf der Insel Anjwado (안좌도) des Landkreises Sinan-gun (신안군) in der Provinz Jeollanam-do (전라남도) geboren. Über seine Kindheit ist nichts bekannt. Im Alter von 18 Jahren besuchte er die Nishikishiro High School in Tokio und schrieb sich 1933 als Student der der Fakultät für bildende Künste an der Nihon-Universität in Tokio ein, wo er drei Jahre später auch absolvierte. In Tokio hatte er seine erste Solo-Ausstellung.
1937 kehrte er zurück nach Korea und lebte in Seoul, wo er 1943 zusammen mit einigen Malern, die ebenfalls in Japan Malerei studiert hatten, die Gruppe Sinsasil-pa (신사실파), eine Gruppe der Schule des neuen Realismus, gründete. Sein einflussreicher Status in der Kunstszene führte dazu, dass er an der Fakultät für bildende Künste der Seoul National University (서울대학교) eine Professur erhielt und von 1946 bis 1949 dort lehrte. Während des Koreakriegs ging er nach Busan, um dann nach Ende des Krieges 1954 einen Lehrauftrag an der Hongik-Universität (홍익대학교) in Seoul anzunehmen.
1956 ging Kim nach Paris und hatte dort sowie in Nizza und Brüssel seine Solo-Ausstellungen. In Paris konnte er die zeitgenössischen Meister studieren, was ihm half sich über seine eigene Kunst bewusst zu werden und seine koreatypische Poesie in seiner Malerei zu bewahren.
1959 ging er zurück nach Seoul, arbeitete weiter als Professor an der Hongik-Universität und wurde Direktor der Korean Art Association. 1963 folgte seine Teilnahme an der Biennale in São Paulo, zu der er als Repräsentant von Südkorea eingeladen war und dort mit einem Ehrenpreis ausgezeichnet wurde. Anschließend zog es ihn nach New York, dem Druck gesellschaftlicher Verpflichtungen Koreas entfliehend, sich und seine Kunst den Möglichkeiten, die sich in der Metropole ihm boten, auszusetzen und neu zu erfinden. Anfang der 1970er Jahre befasste er sich dann mit Flächen, Punkten und Linien, um daraus Kompositionen entstehen zu lassen.
Privat sammelte Kim, der sich für die traditionelle Kultur und antike Kunst seines Heimatlandes interessierte, Antiquitäten, alte Gemälde und Kalligraphien.
Kim Whanki, der während seiner Schaffenszeit in Kim Hyangan (김향안) (1916–2004) eine Weggefährtin hatte, verstarb am 25. Juli 1974 in New York. Nach seinem Tod gründete Kim Hyang-an in Südkorea die Whanki Foundation und später das Whanki Museum in Seoul.

## Wirken als Künstler
Die Direktorin des Whanki Museums in Seoul, Park Mee-jung (박미정), unterteilte Kims Arbeiten als Künstler in einem Artikel in der Zeitschrift Koreana aus dem Jahr 2015 in zwei Perioden, erstens der Periode seiner Jugendjahre, als er, Zitat: 

„... nach den Wurzeln seines kreativen Schaffens suchte und sich Fragen der Darstellungsmethode widmete, die Zeit der Sinsasil-Aktivitäten, als er sich treu an seine Darstellungsideale hielt, die Pariser Jahre (1956–1959), als er sich seine Identität als Künstler und das Wesen der Kunst erforschte, ...“

 wozu sie auch die Teilnahme Kims an der Biennale in Sao Paulo im Jahr 1963 zählte. 
Den Beginn seiner zweiten Schaffensperiode sieht sie in seinem Umzug nach New York, der Stadt, in der er auch verstarb. Park sieht sein Schaffen hier durch verschiedene Formexperimente und das „Verinnerlichen einer kontemplative und objektive Naturwahrnehmung und -erforschung“ geprägt.